# Блюм Ярослав Борисович
Ярослав Борисович Блюм (нар. 8 квітня 1956, село Топори, Ружинського району, Житомирської області) — український вчений у галузі клітинної біології, геноміки та біотехнології рослин; академік НАН України, доктор біологічних наук, директор Інституту харчової біотехнології та геноміки НАН України.

## Біографія
Народився в сім'ї сільських вчителів. Після закінчення середньої школи в 1973 поступив на біологічний факультет Київського державного університету ім. Т. Г. Шевченка, який закінчив у 1978 р. Також закінчив аспірантуру при кафедрі біохімії і захистив дисертацію на здобуття ученого ступеня кандидата біологічних наук в 1982. Працював асистентом, потім молодшим, а згодом старшим науковим співробітником.

## Наукова діяльність
У Інституті харчової біотехнології та геноміки Блюм Я. Б. займається розробкою критеріїв оцінки ризиків при використанні трансгенних рослин, дослідженням структурно-функціональної організації скелетних структур клітини (цитоскелет i нуклеоскелет), структурно-біологічним моделюванням білків цитоскелету та пошук нових речовин для регуляції їх функцій, вивчення внутрішньоклітинних механізмів трансдукції сигналів у рослин, розвитком та застосуванням методів генетичної інженерії для створення нових рослин.